# Gare de Port-Boulet
Gare de Port-Boulet – stacja kolejowa w Chouzé-sur-Loire, w departamencie Indre i Loara, w Regionie Centralnym, we Francji.
Jest stacją Société nationale des chemins de fer français (SNCF), obsługiwaną przez pociągi TER Centre.